# Фернанду-Престис
Фернанду-Престис (порт. Fernando Prestes)  —  муниципалитет в Бразилии, входит в штат Сан-Паулу. Составная часть мезорегиона Рибейран-Прету. Входит в экономико-статистический  микрорегион Жаботикабал. Население составляет 5625 человек на 2006 год. Занимает площадь 170,112 км². Плотность населения — 33,1 чел./км².

## История
Город основан 29 декабря 1914 года.

## Статистика
- Валовой внутренний продукт на 2003 составляет 109.079.872,00 реалов (данные: Бразильский институт географии и статистики).
- Валовой внутренний продукт на душу населения на 2003 составляет 19.696,62 реалов (данные: Бразильский институт географии и статистики).
- Индекс развития человеческого потенциала на 2000 составляет 0,776  (данные: Программа развития ООН).

## География
Климат местности: тропический. В соответствии с классификацией Кёппена, климат относится к категории Aw.